# Подіум (фільм)
«Подіум» — кінофільм режисера Яна Муа, що вийшов на екрани в 2003 році.

## Зміст
Його звуть Фредерік, і він працює двійником Клода Франсуа, французької поп-сенсації 70-х. Так само, як його знаменитий попередник, він співає і танцює в оточенні чотирьох сексуальних дівчат. Але амбіції спраглого слави Фредеріка ростуть, як у справжньої зірки. До розпачу своєї дружини Веро, він мріє завоювати корону конкурсу двійників, трансльованого по всій Франції в найбільш рейтинговий телевізійний час.

## Ролі
| Актор             | Роль |
| ----------------- | ---- |
| Бенуа Пульворд    | -    |
| Жан-Поль Рув      | -    |
| Жулі Депардьє     | Веро |
| Марі Гійяр        | -    |
| Енн Марівін       | -    |
| Оділь Війєман     | -    |
| Надеж Боссон-Діан | -    |
| Ніколя Жукстель   | -    |
| Олів'є Маг        | -    |
| Евелін Томас      | -    |

## Знімальна група
- Режисер — Янн Муа
- Сценарист — Янн Муа, Олів'є Даза, Артур-Еммануель П'єр
- Продюсер — Олів'є Делбоск, Марк Міссон'є, Ерік Єхельманн
- Композитор — Жан-Клод Петі